# Campionati italiani di triathlon del 2022
I Campionati italiani di triathlon del 2022 (XXXIV edizione) sono stati organizzati dalla A.S.D.TRIEVOLUTION SPORT EVENTI in collaborazione con la Federazione Italiana Triathlon e si sono tenuti a Barberino del Mugello in Toscana, in data 25 giugno 2022
Tra gli uomini ha vinto Michele Sarzilla (DDS), mentre la gara femminile è andata ad Asia Mercatelli (707).
Hanno vinto il titolo italiano Under 23 Asia Mercatelli e Samuele Angelini. 

## Risultati

### Elite uomini
| Pos. | Atleta                             | Società sportiva     | Nuoto   | Ciclismo | Corsa   | Totale  |
| ---- | ---------------------------------- | -------------------- | ------- | -------- | ------- | ------- |
|      | Michele Sarzilla                   | DDS                  | 0.18.25 | 0.53.05  | 0.31.35 | 1.44.02 |
|      | Volodymyrovych Sergiy Polikarpenko | Carabinieri          | 0.18.28 | 0.53.04  | 0.32.47 | 1.45.20 |
|      | Samuele Angelini                   | Fiamme Oro           | 0.18.34 | 0.53.03  | 0.32.52 | 1.45.27 |
| 4    | Luca Bruni                         | K3 Cremona           | 0.18.46 | 0.52.45  | 0.33.03 | 1.45.31 |
| 5    | Michele Bortolamedi                | K3 Cremona           | 0.18.27 | 0.53.06  | 0.33.37 | 1.46.09 |
| 6    | Carlo Matteo Perri                 | Minerva Roma         | 0.18.39 | 0.52.57  | 0.33.41 | 1.46.25 |
| 7    | Francesco Gazzina                  | Minerva Roma         | 0.18.49 | 0.52.44  | 0.34.02 | 1.46.46 |
| 8    | Davide Ingrilli'                   | 707                  | 0.18.33 | 0.53.07  | 0.34.13 | 1.46.51 |
| 9    | Davide Uccellari                   | Fiamme Azzurre       | 0.18.34 | 0.53.05  | 0.34.18 | 1.47.01 |
| 10   | Stefano Micotti                    | DDS                  | 0.18.50 | 0.52.48  | 0.34.29 | 1.47.07 |
| 11   | Ivan Cappelli                      | Valdigne Triathlon   | 0.19.40 | 0.52.53  | 0.33.50 | 1.47.27 |
| 12   | Nicolo' Astori                     | Raschiani Triathlon  | 0.19.23 | 0.53.16  | 0.34.04 | 1.47.45 |
| 13   | Nicolo' Busso                      | Magma Team           | 0.19.25 | 0.53.14  | 0.34.06 | 1.48.00 |
| 14   | Edoardo Petroni                    | Team Ladispoli Triat | 0.18.26 | 0.53.13  | 0.35.23 | 1.48.10 |
| 15   | Francesco Thomas Previtali         | Raschiani Triathlon  | 0.19.22 | 0.53.33  | 0.34.13 | 1.48.14 |
| 16   | Matteo Montanari                   | Lykos Triathlon Team | 0.18.35 | 0.53.06  | 0.35.37 | 1.48.26 |
| 17   | Giacomo Mazzolin                   | Silca Ultralite      | 0.19.09 | 0.53.45  | 0.34.20 | 1.48.32 |
| 18   | Marco Lorenzon                     | A3 Fotomeccanica     | 0.18.36 | 0.53.04  | 0.35.57 | 1.48.40 |
| 19   | Enrico Schiavino                   | Magma Team           | 0.19.28 | 0.53.20  | 0.34.53 | 1.48.43 |
| 20   | Emanuele Faraco                    | Terra Dello Sport    | 0.19.33 | 0.53.06  | 0.35.10 | 1.48.58 |

### Elite donne
| Pos. | Atleta                   | Società sportiva     | Nuoto   | Ciclismo | Corsa   | Totale  |
| ---- | ------------------------ | -------------------- | ------- | -------- | ------- | ------- |
|      | Asia Mercatelli          | 707                  | 0.20.56 | 1.03.57  | 0.36.34 | 2.02.35 |
|      | Chiara Lobba             | K3 Cremona           | 0.22.38 | 1.02.07  | 0.36.59 | 2.02.46 |
|      | Nicoletta Santonocito    | Magma Team           | 0.21.47 | 1.03.09  | 0.36.59 | 2.03.08 |
| 4    | Lilli Gelmini            | Asd Revelo           | 0.20.55 | 1.04.02  | 0.38.48 | 2.04.51 |
| 5    | Francesca Crestani       | Valdigne Triathlon   | 0.22.35 | 1.02.13  | 0.39.20 | 2.05.22 |
| 6    | Giada Stegani            | T.d. Rimini          | 0.20.47 | 1.04.10  | 0.40.02 | 2.06.07 |
| 7    | Carmela Claudia Paladini | Thermae Sport Pdntri | 0.21.46 | 1.03.13  | 0.40.27 | 2.06.41 |
| 8    | Sara Sandrini            | Venus Triathlon      | 0.21.16 | 1.03.38  | 0.41.21 | 2.07.28 |
| 9    | Chiara Cocchi            | T.d. Rimini          | 0.22.37 | 1.02.20  | 0.41.49 | 2.07.54 |
| 10   | Beatrice Taverna         | Triathlon Legnano    | 0.21.14 | 1.03.40  | 0.42.37 | 2.08.41 |
| 11   | Paola Sacchi             | Raschiani Triathlon  | 0.20.53 | 1.03.58  | 0.43.14 | 2.09.17 |
| 12   | Alessia Righetti         | T.d. Rimini          | 0.22.36 | 1.05.52  | 0.41.16 | 2.11.00 |
| 13   | Sara Savoia              | Raschiani Triathlon  | 0.24.43 | 1.06.08  | 0.39.10 | 2.11.19 |
| 14   | Alice Capone             | Raschiani Triathlon  | 0.26.10 | 1.06.56  | 0.38.14 | 2.12.36 |
| 15   | Laura Ceddia             | Raschiani Triathlon  | 0.23.07 | 1.05.11  | 0.43.41 | 2.13.01 |
| 16   | Vanessa Lafronza         | Cus Bari             | 0.23.16 | 1.05.13  | 0.43.36 | 2.13.20 |
| 17   | Elisa Monacchini         | Magma Team           | 0.23.10 | 1.05.15  | 0.43.51 | 2.13.38 |
| 18   | Giulia Bedorin           | Thermae Sport Pdntri | 0.23.20 | 1.05.03  | 0.44.40 | 2.14.26 |
| 19   | Giorgia Cantu'           | Raschiani Triathlon  | 0.24.44 | 1.06.04  | 0.42.42 | 2.14.43 |
| 20   | Camilla Silvestri        | Tri Evolution        | 0.23.24 | 1.07.28  | 0.42.46 | 2.14.59 |